# ویرا بوگتی
ویرا بوگتی (انگلیسی: Vera Bogetti؛ ‏ ۵ اکتبر ۱۹۰۲ – ۱۰ اکتبر ۱۹۸۵) بازیگر اهل بریتانیا بود.
از فیلم‌ها یا برنامه‌های تلویزیونی که وی در آن نقش داشته‌است، می‌توان به مانکن، با احتیاط جابه‌جا کنید و نخست‌وزیر اشاره کرد.